# Estádio Kaftanzoglio
O Estádio Kaftanzoglio é um estádio de futebol situado em Salónica, Grécia. Na época em que foi inaugurado, em 27 de outubro de 1960, o estádio foi considerado um dos mais modernos dos Bálcãs. Tem atualmente 28.028 espectadores, devido a uma profunda renovação antes da reabertura para receber partidas de futebol para as Olimpíadas de 2004, que foi centrada em Atenas. O estádio foi construído com dinheiro doado pela Fundação Kaftanzoglou, daí o seu nome. O Iraklis, é o clube que sedia os seus jogos, no estádio.